# Загродський Олександр Олександрович
Олекса́ндр Олександрович Загро́дський (нар.10 квітня 1889, с. Зеленьків, Тальнівський район, Черкаська область — пом. 4 серпня 1968, Нью-Йорк) — військовий діяч часів УНР, генерал-полковник Армії УНР (в еміграції), командир Волинської дивізії, учасник Першого зимового походу, заступник головнокомандувача Армії УНР. Брат Андрія Загродського.
Відповідно до українського законодавства є борцем за незалежність України у XX столітті.

## Життєпис
Олександр Загродський народився 10 квітня 1889 року в с. Зеленьків Уманського повіту, в багатодітній родині (вісім дітей) сільського священика. 4 серпня 1896 його батько, Загродський Олександр Григорович, помирає, залишається мати з неповнолітніми дітьми.
Закінчив 3 класи Київської духовної семінарії.

### В Російській армії

В часі служби в РІА

Уряд Директорії та вище командування Армії УНР після наради в Ялтушкові, 7.11.1920 р.
Перший ряд: Іван Омелянович-Павленко (1), Симон Петлюра (2), Михайло Омелянович-Павленко (3), Гаврило Базильський (4).
Другий ряд: Андрій Лівицький (5), Олександр Саліковський (6).
Третій ряд: Євген Архипенко (7), Олександр Удовиченко (8), Олексій Галкин (9), Олександр Загродський (10), Пінхас Красний (11), Марко Безручко (12), Андрій Долуд (13), Петро Ліпко (14), Андрій Гулий-Гуленко (15), Сергій Тимошенко (16)

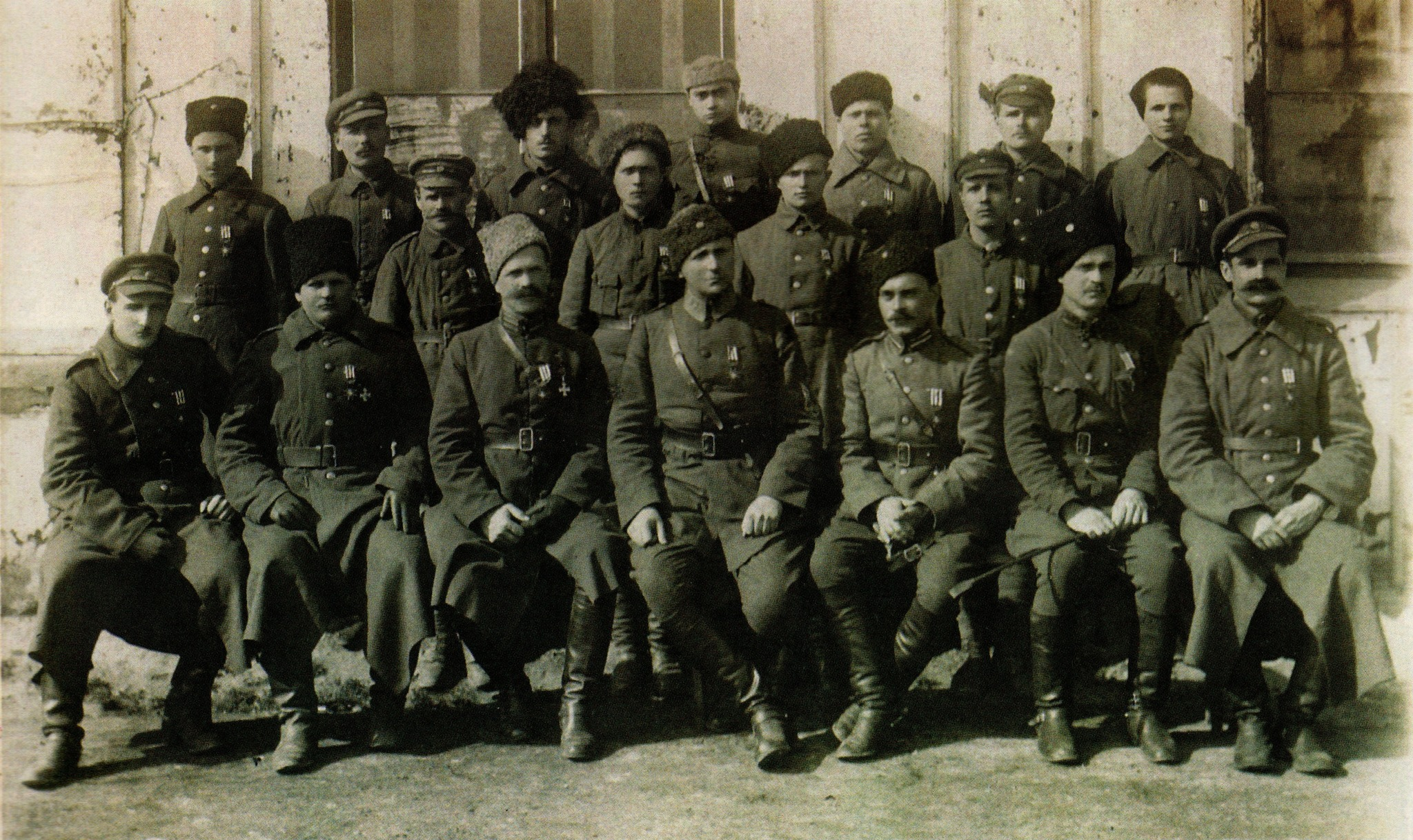
Лицарі «Залізного Хреста за Зимовий похід і бої» зі складу 3-ї Залізної дивізії з керівниками 2-ї Волинської дивізії.
1-й ряд зліва направо: Володимир Лаврик, підхор. Іван Назаренко, полк. Григорій Чижевський, ген. Олександр Загродський, підп. Олександр Недзвецький, підп. Микола Чижевський, підп. Іван Шура-Бура.
2-й ряд зліва направо: чот. Дмитро Рябінін, чот. Павло Кузенський, чот. Савко Стасюк, гуртковий Михайло Дяченко.
3-й ряд зліва направо: рой. Прокіп Баснюк, чот. Тимко Михальчук, чот. Петро Демченко, рой. Вадим Околовський, чот. Семен Антонів, рой. Сергій Полонський, козак Максим Викторів.

В листопаді 1912 р. зарахований солдатом 9-ї роти 74-го піхотного Ставропольського полку (Умань). Завдяки освіченості у лютому 1913 зараховують в навчальну команду. В липні 1913 — молодший унтер-офіцер. Весною 1914— старший унтер-офіцер, здав іспити при штабі 12-го армійського корпусу на звання прапорщика.
Учасник Першої світової війни — 74-й Ставропольський полк розпочав бойові дії 24 липня 1914 року. Перший раз поранений 17 серпня поблизу Рогатина, повернувся в стрій у листопаді. Відразу на передову, у дводенний бій біля Липовця. Вночі 25 листопада почався австро-угорський наступ, російська передова прогнулася, Загродський з підлеглими пішов у штикову атаку, наступ відкинуто, поранений. Наказом командувача 8-ї армії Брусилова прапорщика Загродського нагороджено Георгіївською зброєю. В лютому 1915 знову на передовій. В боях під селом Смольник з 23 лютого по 1 березня зарекомендував себе як досвідчений польовий командир; командувач 3-ї армії орденом Святого Станіслава 3-го ступеня з мечами і бантом. Внаслідок третього поранення відбув на довготривале лікування. Після того був поранений ще двічі. 1915 року підвищений в підпоручики й нагороджений орденом Святої Ганни з мечами й бантом. У листопаді 1915 молодший офіцер Загродський прийняв командування 16-ю ротою 74-го Ставропольського полку. Дослужився до чину штабс-капітан.
Після Лютневої революції 74-й Ставропольський полк одним з перших на фронті поміняв особливі відзнаки на шапках п"ятикутними зірками; кадрові офіцери згуртовуються і повертаються на передвоєнне місце постою — на Уманщину.

### На службі Україні
Влітку 1917 Загродський, виписавшись з госпіталю, пропонує свої послуги Українському Генеральному Військовому Комітету. Призначений заступником новоствореного 1-го Київського вартового полку, що з 7 грудня (вже як 3-й сердюцький полк ім. П. Дорошенка) входив до складу Першої сердюцької дивізії. З листопада 1917 р. — командир полку ім. гетьмана Петра Дорошенка, Київського вартового полку військ Центральної Ради. 3-й сердюцький полк в 1200 багнетів ніс прикордонну службу поблизу Конотопа та Хутора-Михайлівського і охороняв Чернігівську залізницю. Учасник боїв проти військ Муравйова під Конотопом і Дарницею, та перекинутих з теренів Білорусі сил Берзіна, в обороні Києва. Курінь Загродського із великими втратами залишає Бахмач, Бобрик, відходить під Київ. У Києві борються за Арсенал, Маріїнський палац, залізничний вокзал, змушено полишають Київ.
З 9 лютого 1918 року — командир 1-го Запорізького куреня — об'єднані залишки українських полків генералом Костянтином Прісовським. 1-й курінь був фактично офіцерським: «богунівці» — офіцери, нагороджені Георгіївськими хрестами, «наливайківці», «дорошенківці», «богданівці», числом 250 чоловік. Курінь бився за Звягель, Житомир, Бердичів, станцію Тетерів. 1 березня курінь увійшов в числі інших до Києва.
12 березня підвищений до звання полковника. З 15 березня 1918 — 1-го Запорізького полку армії УНР.
Наприкінці березня 1918 призначений комендантом Запорізького ім. гетьмана П. Дорошенка піхотного полку. В складі очолюваної генералом О.Натіївим дивізії відразу вирушив на фронт. До кінця березня червоноармійців вибили майже з усієї Полтавщини.
6 квітня полк бився за Харків. У кінці квітня 1-й Запорізький полк ім. П. Дорошенка Загродського вийшов до Дону і став на станції Колпакове. За наказом Скоропадського полк залишився нести прикордонну службу у місті Суджа.
За Директорії (з 16 листопада 1918) — очолював Запорізьку дивізію у складі Запорізького Корпусу. З 19 грудня 1918 — командуючий усіма військами, розташованими на Харківщині, основу складали 3-й гайдамацький полк отамана Волоха, 4-й полк ім. Хмельницького та 1-й ім. П. Дорошенка. Полковник Загродський через тиф і старі рани командував 6-ю дивізією з перервами. У серпні запорожці Загродського в складі армійської групи генерала А.Кравса з боями йдуть на Київ. Під Білою Церквою зустрічаються з білогвардійцями, проте їм заборонено вступати в бій, незабаром штаб обміняв відступ запорожців від Білої Церкви на обіцянку білих сил не наступати на Київ. З 23 вересня виконує обов'язки Запорізької групи.
5 грудня 1919 в Борушківцях командир Волинської групи Загродський скликав офіцерську нараду, офіцери поновлюють його як отамана. Після того виступає на нараді у Головного отамана Петлюри про підготовку до походу. У грудні 1919 — травні 1920 рр. — командував Волинською Групою Армії УНР під час Першого Зимового походу. Наприкінці грудня запорожці атакували супротивника й зосередилися навколо Умані. Київська група просунулася до Звенигородки, Волинська вигнала денікінців з Тального, з допомогою селян з Майданецького та Білашок, у Тальному і зустріла Новий Рік. Наступного дня контратакою білогвардійці відкидають Волинську дивізію до Зеленькова. Після відновлення сил знову наступ, звільняють Смілу, Канів, Черкаси, Золотоношу.
У лютому 1920 р. Армія УНР прийшла до Холодного Яру.
12 лютого в с. Медведівці командувач Армії УНР Михайло Омелянович-Павленко скликав нараду командирів та начальників штабів дивізій, що брали участь у Зимовому поході та отаманів Холодного Яру. На нараді були присутні видатні українські воєначальники Юрко Тютюнник, Олександр Загродський, Андрій Гулий-Гуленко, Головний отаман Холодного Яру Василь Чучупак та інші.
У березні 1920 Загродський захворів на поворотний тиф, сестра-жалібниця саньми відвозить його одужувати до рідних в Зеленьків. Наприкінці Першого Зимового походу Загродський повернувся до командування. 6 травня похід закінчився, однак дивізію одразу кинули на передову.
У травні-листопаді 1920 року — командир Волинської дивізії (під час радянсько-польської війни). 31 травня наказом № 7 Головної Команди Армії УНР підвищений до звання генерал-хорунжого.
Протягом деякого часу виконував обов'язки заступника головкомандуючого Армії Української Народної Республіки генерала Михайла Омеляновича-Павленка.
Ведучи постійні бої з більшовиками, чисельність дивізії зменшувалася, в кінці червня Загродський вкотре просить командувача Армії хоч на три дні відвести дивізію в резерв. Ситуацію рятувала мобілізація, яка проводилася в Ямпільському повіті. За Мазепинським полком закріпили Тиманівську волость, за 4-м сірожупанним — Краснянську, за Чорноморським — Томашпільську, за полком імені Залізняка — Клембівську; наказ про мобілізацію підписали отаман Загродський та сотник Олесь Волосевич.
Восени 1920 шість стрілецьких, кулеметна та Окрема кінна дивізії Армії УНР зведені у три групи, одну з них очолив Загродський. Наприкінці війни 1920 року Загродський очолював резерв армії та займав посаду заступника командуючого українськими військами генерала Омеляновича-Павленка. Після відступу Армії УНР за Збруч — інтернований у Польщі — перебував у Каліші.
Опікувався групою інтернованих українських вояків у Вадовицях (до лютого 1921 р.) Після О. Удовиченка командував «Калішським обозом українських інтернованих вояків»; з його ініціативи організовано табірну гімназію, з вересня 1921 при 2-й Волинській дивізії відкрилися технічні курси, в подальшому переросли у військово-технічну школу. Влітку в Каліші почали діяти псалтирські курси, керівником курсів став начальник душпастирства Армії УНР Павло Пащевський, опікуном — Загродський.

## В екзилі
У квітні 1921 головує на з'їзді Великої ради ордена «Залізного Хреста», вирішено нагородити панотців наперсними хрестами на орденській стрічці, ухвалили нагородити оденом Головного отамана (хоча він участі в Першому Зимовому поході не брав). В червні 1921 очолив Українську спілку інвалідів Армії УНР, польський уряд з 1 січня 1925 року почав надавати благодійній організації фінансову підтримку. 30 жовтня 1921 голова Раднаркому УСРР Християн Раковський вимагає від польського уряду видачі команувача 2-ї Волинської дивізії Загродського, поляки відмовили.
Призначений у травні 1922 керівником сил у Каліші замість арештованого радянськими представниками влади генерала Петра Єрошевича, після низки протестів Загродського Єрошевич звільнений. В листопаді 1922 представляє Військовому міністерству УНР статут нагороджень Залізним Хрестом. У травні 1932 вдруге зібралася Рада лицарів «Залізного Хреста», Загродського залишено надалі Головою орденської Ради.
4 жовтня 1929 підписує акт купівлі цвинтаря в Щипйорному для поховань українських вояків. З 1936 по 1946 рік входив до Головної ради Хреста Симона Петлюри. У 1940-х роках спільно з Іваном Лютим-Лютенком розбудовував Український кооперативний союз у Холмі. Після Другої світової війни мешкав у Зальцбурзі, очолював Український допомоговий комітет та був ініціатором і членом УНДС Австрії.
З 1949 — у США. Працював робітником на фабриці, яка виробляла деталі для літаків. Наслідком старих поранень втратив ногу. На громадських засадах очолив ініціативну групу колишніх вояків Української Армії. При президенті УНР Степанові Витвицькому виконував обов'язки шефа військової й цивільної канцелярії, був головою Громадського суду та членом ради Українського конґресового комітету Америки. У листопаді 1950 відвідує земляків в Канаді в рамках акції збору коштів для хворого на рак горла полковника Олександра Петлюри, брата Головного Отамана. За ініціативою Олександра Загродського перевидано працю О.Доценка «Зимовий похід».
Еміграційний уряд УНР відзначив Загродського Комбатантським Хрестом, Воєнним Хрестом та Хрестом Вільного Козацтва та підвищив до звання генерал-полковника Української Армії.
Помер у Нью-Йорку 4 серпня 1968 року. Похований на українському православному цвинтарі в Баунд-Брук.

## Вшанування пам'яті
На його честь назване село Загродське.